# Județul Brașov
Brașov (în maghiară Brassó megye, în germană Kreis Kronstadt) este un județ din România aflat în sud-estul Transilvaniei, care include regiunile istorice Țara Bârsei, Țara Făgărașului și o parte din Pământul crăiesc. A fost înființat în anul 1968 prin reorganizarea teritorială a Regiunii Brașov (din raioanele Brașov, Rupea și Făgăraș). Cea mai mare parte a teritoriului județului de azi a făcut parte mai devreme din Regiunea Stalin, din județele (interbelice) Brașov, Făgăraș și Târnava-Mare, din comitatele (antebelice) Brașov, Făgăraș și Târnava-Mare, respectiv din Scaunul Rupea, Scaunul Cincului și Burzenland. Reședința și centrul cultural, educațional și economic al județului este municipiul Brașov.

## Geografie

### Încadrare
Județul Brașov are o suprafață de 5.363 km², reprezentând 2,3% din suprafața țării și este situat în partea centrală a țării, pe cursul mijlociu al râului Olt, în interiorul arcului Carpatic. Județul Brașov se învecinează cu opt județe: la est cu județul Covasna (144 km), în sud-est cu județul Buzău (2 km), în sud cu județul Prahova (73 km) și județul Dâmbovița (15 km), în sud-vest cu județul Argeș (72 km), la vest cu județul Sibiu (88 km), la nord-vest cu județul Mureș (28 km) și în nord cu județul Harghita (35 km).
Municipiul Brașov (reședința județului) este situat la 25o30' longitudine estică și 45o45' latitudine nordică cu o altitudine medie de aproximativ 600 m față de nivelul Mării Negre. 

### Relief
Relieful județului este accidentat și crește în altitudine de la nord spre sud. La nord se află Depresiunea Făgărașului și Depresiunea Brașov, despărțite de către culmile scunde ale Munților Perșani, iar la nord-vest se întinde o parte din Podișul Târnavelor. Spre sud se înalță versantul nordic al Făgărașului, care depășește în unele locuri 2000m altitudine, Munții Bucegi, Piatra Craiului, Postăvaru, Piatra Mare, Munții Ciucaș și o parte din Munții Întorsura Buzăului.

### Hidrografie
Cel mai important râu este Oltul, care străbate județul pe o distanță de 210 km. Pe parcurs primește: Baraoltul, Vârghișul, Aita, Homorodul, Valea Mare, Râul Negru, Timișul, Bârsa, Ghimbășelul, Șinca, Netotu, Sâmbăta, Vulcănița, Sebeșul, Berivoiul, Breaza, Viștea și Rodbavul. În categoria apelor stătătoare se înscriu lacurile glaciare din Munții Făgăraș (Urlea, Podragul) și cele antropice pentru alimentarea cu apă potabilă a localităților.

### Clima
Clima județului este temperat-continentală, mai precis caracterizată de nota de tranziție între clima temperată de tip oceanic și cea temperată de tip continental; mai umedă și răcoroasă în zonele montane, cu precipitații relativ reduse și temperaturi ușor scăzute în zonele mai joase. Pe vârful Omul se înregistrează cea mai joasă temperatură medie anuală (-2,6 oC) și cea mai ridicată medie de precipitații anuale din țară (1.346 mm). Temperatura medie anuală în județ este de 8 oC. Temperatura minimă absolută a fost înregistrată la 25 ianuarie 1942 în localitatea Bod (-38,5 oC), iar temperatura maximă absolută a fost înregistrată în vara anului 1951 la Săcele (39,5 oC ). Vânturile nu prea străbat depresiunile, dar pe culmile munților ajung chiar și la 25–30 m/s. Vânturile de vest aduc ploi, iar cele dinspre nord și nord-est concură la păstrarea timpului frumos.

### Faună
Fauna este foarte variată, grație multitudinii biotipurilor întâlnite din valea Oltului până pe crestele muntoase. Dacă în mlaștinile eutrofe (Mlaștina Hărman, Pădurea și mlaștinile eutrofe de la Prejmer) ale Tarii Bârsei se întâlnesc numeroase specii interesante, unele relicte glaciare, ecosistemele xerofite de pe Tâmpa sau Dealul Cetății Lempeș sunt populate de numeroase specii de ichneumonide, etc.
Apele de munte și de șes sunt populate de specii diferite de pești (păstravi, lipan, mreana, etc.) iar în sistemele cu exces de umezeală, ca și în păduri, abundă specii de amfibieni, reptile, păsări (șorecarul comun, șorecarul încălțat, barza albă, barza neagră, vânturei, hereți, potârnichi, acvile, cocoșul de munte, prundărașul de piatră) și mamifere (capra neagră, ursul, căpriorul, mistrețul, râsul, etc).

## Istorie
Prezența din timpuri străvechi a omului în județul Brașov este semnalată în numeroase puncte, încă din perioada anilor 60.000 - 40.000 î.Hr. Așezările umane au persistat mai apoi, neîntrerupt, traversând epoca pietrei cioplite, neoliticul, epoca bronzului și, în final, epoca fierului. Nenumărate piese descoperite (vase de lut, arme din diferite materiale, monede, obiecte de podoabă, unelte agricole și de meșteșugărit etc.) atestă larga dezvoltare a civilizației locale.
În această zonă au locuit dacii cumidavensi, având centrul principal la Cumidava (Râșnov). În această perioadă, zona județului a cunoscut o vastă înflorire din toate punctele de vedere, atât materiale cât și culturale. După epoca cuceririi romane, viața și-a continuat același ritm, sub supravegherea Cohortei "VI Nova Cumidavensium Alexandrina". Autoritățile de ocupație au adus meșteri care au dezvoltat infrastructura, construind castre, apeducte și drumuri.
După retragerea legiunilor aureliene, populația autohtonă care a rămas fără întrerupere a cunoscut populații migratoare care au trecut prin această zonă atrase de bogăția locurilor. Cea mai pregnantă amprentă și-au pus-o triburile slave, așezate în număr mare, care au lăsat o seamă de mărturii - mai ales în toponimii și hidronimii. Secolele X-XI marchează cristalizarea primelor formațiuni politice în zona Țării Făgărașului și Țării Bârsei. Astfel, la 1003, ducatul lui Kean, care se întindea și asupra acestor teritorii, este cucerit de către regele ungar Ștefan. Ducatul lui Kean (strămoșul lui Salanus) era între Dunăre și Tisa. El trebuie raportat, desigur, la dominația Primului Țarat Bulgar în zonă, dominație care, fără să aibă amploarea susținută de unii istorici, a fost, totuși, o realitate. Se pare totuși că, vreme de două secole, regalitatea maghiară nu și-a putut exercita suveranitatea deplină asupra acestor locuri, astfel încât de abia după 1200 au putut fi colonizați sașii, secuii și teutonii. Multă vreme, românii s-au condus după Jus valahicum antiqua lex, obiceiul pământului, iar Țara Făgărașului a fost o feudă a Țării Românești de-a lungul secolelor XIV-XV, cu drept de vamă încă din secolul al XIII-lea . Pe la 1290, o oaste românească pornită din Făgăraș și condusă de legendarul Negru Vodă "descalecă" în Țara Argeșului, la Câmpulung Muscel, și pun bazele Țării Românești de mai târziu.

## Demografie
Populația este așezată în 4 municipii (Brașov, Făgăraș, Săcele și Codlea), 6 orașe (Predeal, Râșnov, Rupea, Victoria, Zărnești și Ghimbav) și 43 comune cu 150 de sate. Numărul total al populației la 1.07.2000 era de 628.643 locuitori dintre care bărbații reprezintă 307.151 și femeile 321.492. În mediul urban trăiesc 75,6% din locuitori, iar în cel rural 24,4%. Repartizați pe grupe de vârstă locuitorii județului Brașov se împart în următoarele categorii: 0-14 ani 17,1%; 15-59 ani 67,3%; 60 ani și peste 15,6%. Densitatea populației este de 117,2 locuitori /Km2.
- Date generale:

- Total locuitori .............. 596.642
- Populație urbană ......... 440.701
- Populație rurală ........... 155.941
- Sex masculin .............. 290.196
- Sex feminin ................. 306.446

### Populația stabilă pe orașe
- Municipiul Brașov .............. 278.712
- Municipiul Făgăraș ............ 38.125
- Municipiul Săcele .............. 32.185
- Municipiul Codlea .............. 24.570
- Orașul Predeal ................ 5.270
- Orașul Zărnești ................. 25.796
- Orașul Râșnov .................. 16.193
- Orașul Victoria .................. 8.788
- Orașul Rupea .................... 5.664
- Orașul Ghimbav ................. 5.398

### Componența etnică și religioasă

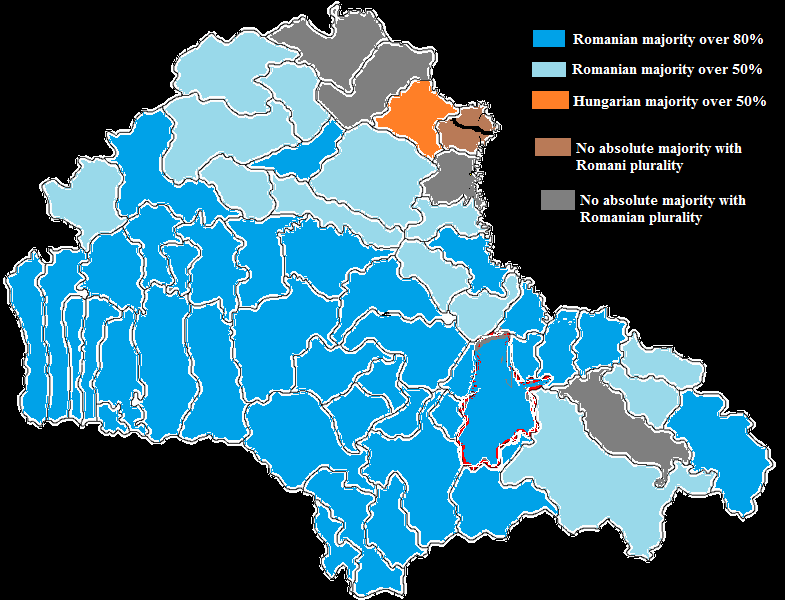
Harta etnică a Județului Brașov, bazată pe recensământul din 2011.

Componența etnică
     Români (87,3%)
     Maghiari (8,7%)
     Germani (0,8%)
     Altă etnie (3,3%)
Componența confesională a județului Brașov
     Ortodocși (85,4%)
     Romano-catolici (3,9%)
     Reformați (2,5%)
     Greco-catolici (0,8%)
     Luterani (2,6%)
     Unitarieni (1,1%)
     Altă religie (3,7%)
Județul Brașov - evoluția demografică

|  | Graficele sunt indisponibile din cauza unor probleme tehnice. Mai multe informații se găsesc la Phabricator și la wiki-ul MediaWiki. |

Date: Recensăminte sau birourile de statistică - grafică realizată de Wikipedia

## Heraldica

Stemele județului
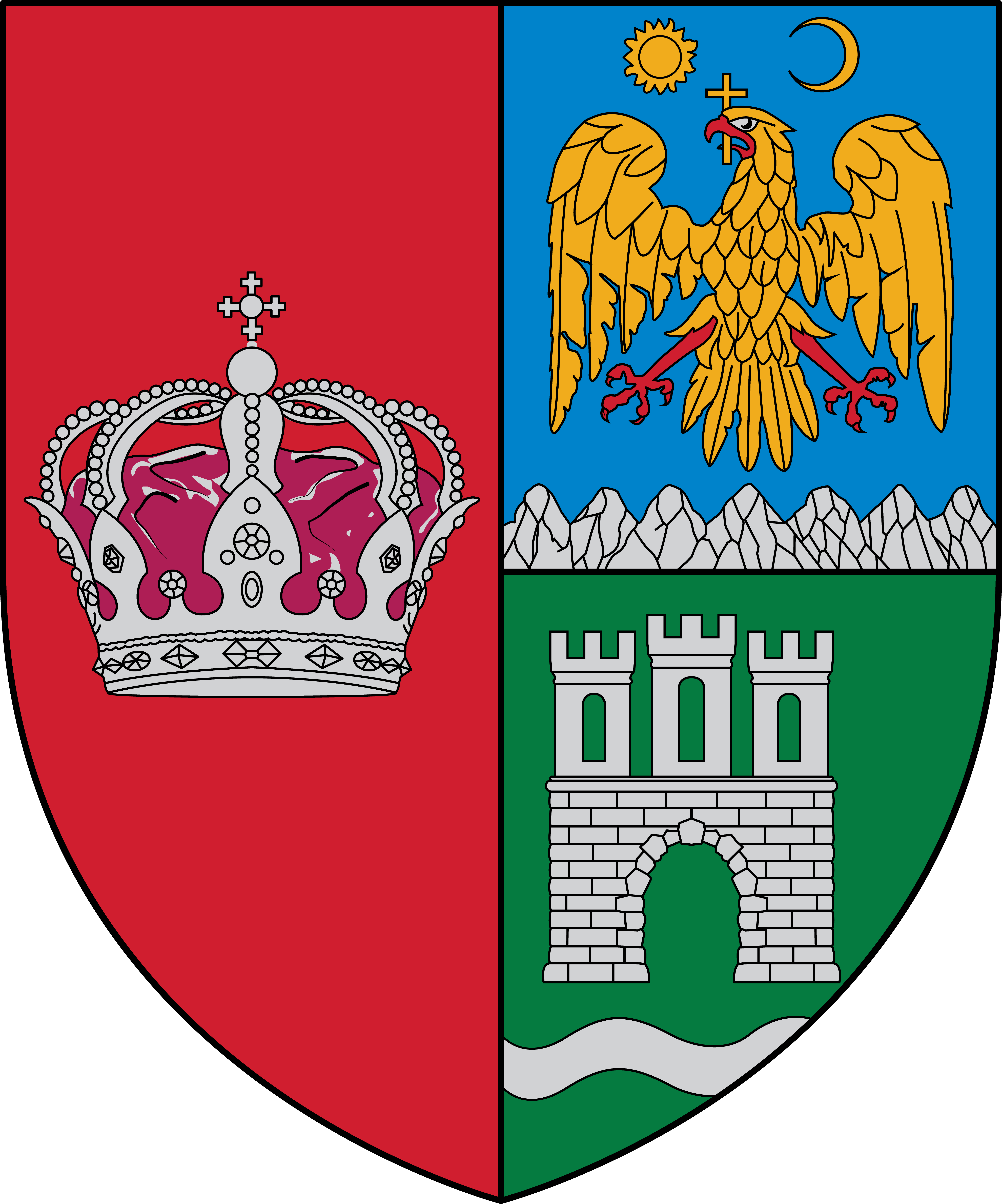
Stema curentă
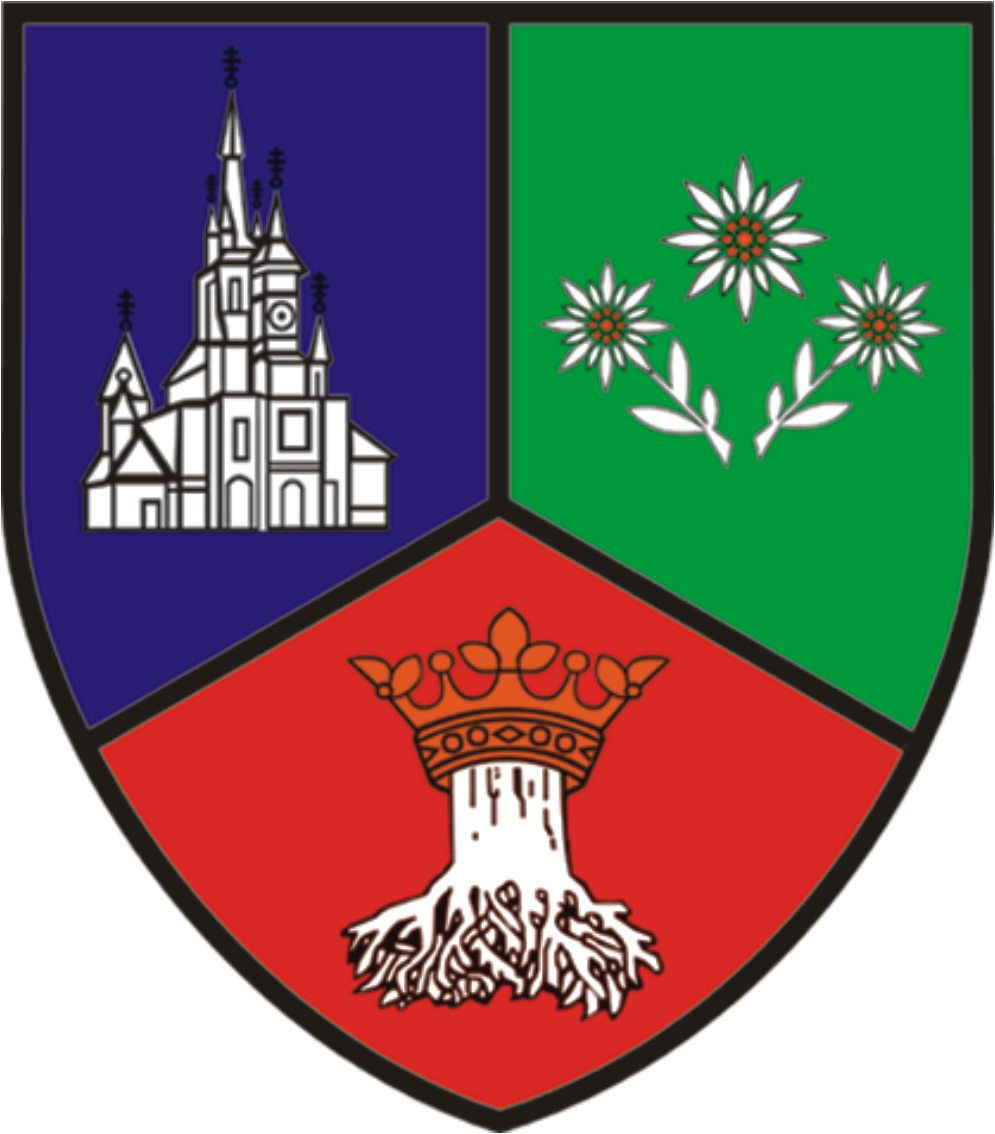
Stema județului Brașov, după 1990 până în aprilie 2019
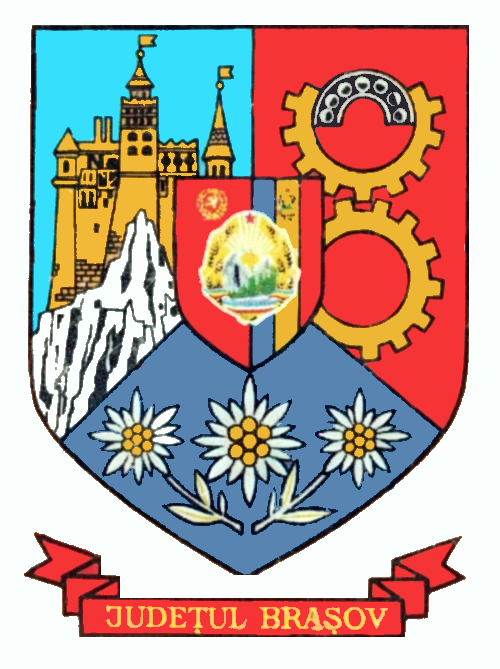
Stema din perioada comunistă
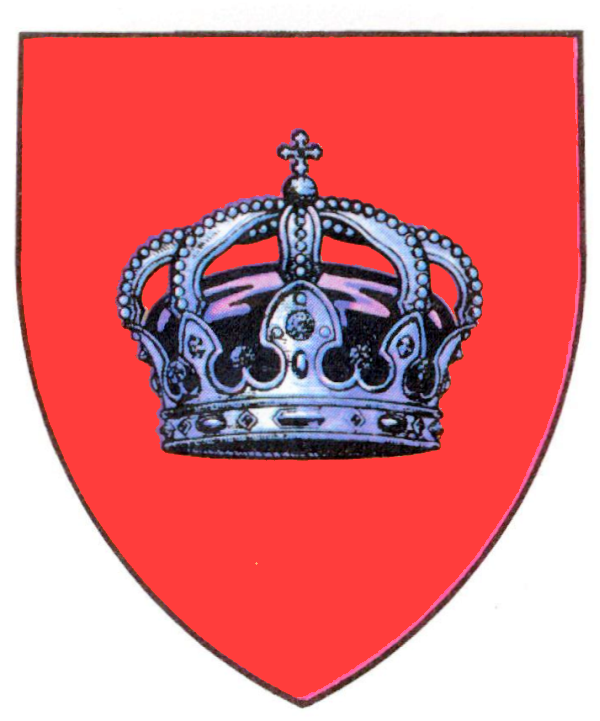
Stema din perioada interbelică
Stema comitatului Brașov (Regatul Ungariei) 1876-1920
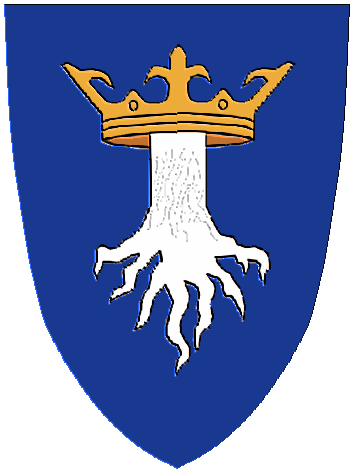
Stema districtului Brașov (din secolul al XII-lea până spre sfârșitul secolului al XIX-lea)

## Economie
Economia județului Brașov este complexă, cu un pronunțat caracter industrial. La începutul anului 2001 numărul agenților economici cu capital integral sau majoritar de stat se ridica la 79, din care 6 regii autonome și 73 de societăți comerciale. Numărul agenților economici cu capital privat se ridică la 14.717.
Structura pe activități a economiei celor 14.796 agenți economici din județ este următoarea:
- industrie - 1421 (principalele ramuri fiind industria constructoare de mașini și cea a prelucrării metalelor, urmată de industria chimică);
- agricultura și silvicultura - 229;
- construcții - 530;
- comerț - 8.257;
- transporturi - 563;
- cercetare și proiectare - 185;
- turism - 773;
- informatică - 171;
- prestări servicii - 1.599;
- finanțe, bănci, asigurări - 58.
Comparativ cu anul 1989, producția industrială din anul 2001 a fost mai mică cu 78,1%. Ritmul de scădere a fost de-a lungul acestor ani mai mare în județul Brașov decât la nivel național. Scăderile au fost substanțiale iar creșterile, atunci când s-au produs, au fost nesemnificative.
Totuși tendința în ultimii doi ani consecutivi este de ușoară creștere (cu 2,7% în anul 2002 față de 1999 și cu 0,5% în anul 2001 față de 2000).
În industria județului Brașov, scăderea producției industriale în perioada de după 1990, se datorează în primul rând existenței celor două societăți mari cu capital majoritar de stat, S.C. Tractorul S.A. și S.C. Roman S.A., unde numărul mare de salariați și câștigurile salariale ale acestora nu au avut corespondent în creșteri de producție și productivitate.
Din punctul de vedere al producției fizice, tendința generală de-a lungul perioadei 1996-2001 a fost de scădere la majoritatea produselor. Se remarcă astfel o reorientare structurală a producției brașovene în funcție de cerere dar și de posibilitățile de asigurare a materiei prime.
Scade continuu producția de autocamioane, tractoare, carne, lapte de consum, îngrășăminte chimice, dar crește producția de brânzeturi, bere, încălțăminte, rulmenți, motoare electrice de 0,25 kw și pește.
Numărul salariaților din industrie a scăzut constant în perioada 1996-2001, astfel în anul 2001 mai lucrau în industrie doar 66,5% din salariații anului 1996, acest lucru datorându-se scăderii producției industriale.
O parte dintre salariații disponibilizați din industrie au putut să se reorienteze spre alte domenii economice (mai ales comerț domeniu în care salariile sunt net inferioare), dar nici acestea nu au putut absorbi numărul mare al acestora, rezultând o creștere dramatică a șomajului de la 3,8% în 1996 la 9,4% în 2001.
După o cădere bruscă în 1990 a volumului exportului, începând cu anul 1991 exportul județului Brașov are o tendință puternică de creștere.
Exportul brașovean a fost în mare parte susținut de marii agenți economici de stat care și-au pierdut treptat piața de desfacere, iar firmele nou apărute pe piața economică, deși unele dintre ele au avut o activitate prolifică, nu au reușit să compenseze pierderea piețelor externe ale marilor agenți economici. O parte importantă a agenților economici cu activitate de export lucrează în loan.
În anul 2001 față de anul 1996 volumul exportului județului Brașov a crescut cu 50,0%.
Până în anul 1997 soldul balanței de comerț exterior al județului Brașov a fost în general pozitiv, după care a fost constant negativ ajungând în anul 2001 la o valoare de -108.216 mii $. Această situație a avut loc pe fondul creșterii într-un ritm mai accelerat a importurilor față de exporturi.
La 31.12.2001 fondul funciar se întindea pe o suprafață agricolă de 297.367 ha reprezentând 55,5 % din totalul terenurilor din județul Brașov, restul fiind ocupat de păduri, ape și alte categorii de folosință. Terenul arabil ocupă 118.151 ha, pășunile 119.890 ha, iar fânețele, viile și livezile 20% din suprafața agricolă (59.326 ha).
În agricultură județului Brașov creșterea animalelor este puternic reprezentată, atât în sectorul de stat, cât și în cel privat.
În sectorul privat al agriculturii, existau la sfârșitul anului 2001 următoarele efective de animale: bovine 61.761 capete, din care 91,6% aparținând fermelor familiale; porcine total 56.749 capete, din care 87,8% în ferme familiale, ovine și caprine total 209.880 capete, din care 98,4% în ferme familiale; păsări total 1.776 mii capete, din care 23,4% în ferme familiale.
Sectorul privat al agriculturii din județul Brașov deține ponderi mari în producția totală vegetală, astfel: la grâu 90,7%, la orz 87,6%, la orzoaică 95,0%, la ovăz 98,5%, la cartofi 94,5%, la sfecla de zahăr 93,1%, acestea constituindu-se în culturi reprezentative pentru județul Brașov.
Existența încă a unor institute de cercetare, dar și intensificarea acestei activități pe lângă universități ar putea crea premizele unei dezvoltări tehnologice atât de necesare în procesul de retehnologizare. Există în județul Brașov 13 centre de cercetări specializate în domeniul agricol (sfecla de zahăr, cartof, pajiști), în domeniul automobilistic sau al produselor refractare și metalelor. S-au înființat chiar și centre de cercetare private în domeniile arheologiei și medicinii.

## Transporturi

### Rețeaua căilor rutiere
Din județul Brașov rețeaua căilor rutiere totalizează 1.449 km. Dintre aceștia, 398 km sunt drumuri naționale.

#### Șosele internaționale
- E60 - Brest - Nantes - Orléans - Mulhouse - Basel - Zürich - Viena - Budapesta - Oradea - Cluj-Napoca - Turda - Târgu Mureș- Brașov - Ploiești -  București - Slobozia - Constanța, cu prelungirea Poti - Tbilisi - granița cu China
- E68 - Szeged (Seghedin) - Nădlac - Arad - Deva - Sebeș - Sibiu - Făgăraș - Brașov
- E574 - Bacău - Brașov - Pitești - Craiova

#### Drumuri naționale
- DN1 - Oradea - Cluj-Napoca - Turda - Alba Iulia - Sebeș - Sibiu - Făgăraș - Brașov - București
- DN1A - Brașov - Săcele - pasul Bratocea - Vălenii de Munte - Ploiești - Buftea - București
- DN1E - Brașov - Poiana Brașov - Râșnov
- DN1S (fost Drumul județean 104) - Șercaia - Comăna de Jos - Hoghiz
- DN10 - Brașov - Hărman - pasul Buzău - Buzău
- DN11 - Brașov - Hărman - pasul Oituz - Onești - Bacău
- DN73 - Brașov - Bran - Câmpulung - Pitești
- DN73A - Predeal - Pârâul Rece - Râșnov - Zărnești - Șinca - Șercaia
- DN73B - Ghimbav - Cristian
- DN73G - Cristian - intersecție cu DJ112B și Autostrada A3

#### Drumuri județene
- DJ103 - Brașov - Sânpetru - Bod - Araci
- DJ103A - Brașov - Tărlungeni - Zizin - Dălghiu
- DJ103B - Săcele - Tărlungeni - Budila - Teliu - Bicfalău - Ozun - Chilieni
- DJ103C - Brașov - Ghimbav
- DJ103D - Viștea de Jos - Viștea de Sus - Viștișoara
- DJ103F - Voila - Voivodeni - Pojorta - Breaza
- DJ104A - Ohaba - Bucium - Recea - Gura Văii - Lisa -  Sâmbăta de Sus - Viștea de Sus - Victoria
- DJ104B - Făgăraș - Ileni - Hârseni - Sebeș
- DJ104C - Făgăraș - Hurez - Săsciori - Recea
- DJ104D - Făgăraș - Șoarș - Bărcuț - Retiș - Brădeni
- DJ104E - Șinca Veche - Mănăstirea rupestră din Șinca Veche
- DJ104J - Făgăraș - Calbor - Boholț - instersecție cu DJ104D
- DJ104K - Comăna de Jos - Crihalma - Ticuș
- DJ104L - Dacia (Brașov) - Viscri - Bunești
- DJ112A - DN73A (Zărnești - Râșnov) - Vulcan - Codlea - Hălchiu - Colonia Bod - Bod - Hărman
- DJ112B - Vulcan - Cristian
- DJ112C - Vlădeni - Dumbrăvița - Satu Nou - Hălchiu
- DJ112J - DN1 (Codlea - Vlădeni) - Dumbrăvița

### Rețeaua căilor feroviare
Rețeaua căilor feroviare are o lungime de 335 km, municipiul Brașov fiind unul dintre cele mai importante noduri de cale ferată din România. Din acesta pornesc șase ramificații:
- Tronsonul Brașov - Predeal - București
- Tronsonul Brașov - Sfântu Gheorghe - Gheorgheni
- Tronsonul Brașov - Rupea - Sighișoara - Teiuș
- Tronsonul Brașov - Făgăraș - Sibiu - Vințu de Jos
- Tronsonul Brașov - Hărman - Întorsura Buzăului
- Tronsonul Brașov - Zărnești

### Transporturi aeriene
Aeroportul Internațional Brașov se află în orașul Ghimbav la distanța de 12 km de Brașov. Aeroportul a fost oficial inaugurat pe 15 iunie 2023 cu o cursă specială TAROM. Cu excepția unor zboruri charter de vacanță, momentan doar compania Wizzair asigură curse regulate de pe acest aeroport . Toate zborurile sunt zboruri internaționale.
Pista aeroportului, inaugurată oficial pe data de 3 octombrie 2014, are o lungime de 2.820 de metri, o lățime de 45 m și acostamente betonate de câte 7,5 m. Pe pistă poate ateriza și decola orice tip de avion, cu excepția lui A380, pentru care trebuie un terminal special și o pistă mai lungă.

## Turism

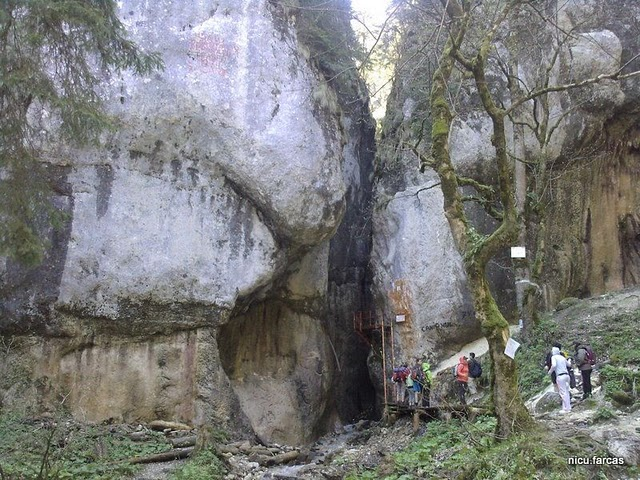
Intrare în Canionul Șapte Scări

Brașovul este al șaptelea județ de pe traseul turistic Via Transilvanica, care începe în Județul Mehedinți, străbate Munții Carpați și Podișul Transilvaniei, și se încheie la Mânăstirea Putna din Județul Suceava.
Principalele atracții turistice sunt:
- Templul de la Șinca Veche - peste 7.000 ani vechime
- Municipiul Brașov și împrejurimile sale
- Rezervația Naturală Tâmpa (singura din lume aflată în centrul unui oraș)
- Munții Făgăraș
- Tigăile din Munții Ciucaș
- Complexul piscicol Dumbrăvița
- Bălțile piscicole Rotbav
- Parcul Național Piatra Craiului
- Poiana Narciselor de la Dumbrava Vadului, (rezervație naturală), (momentan închisă pentru conservare)
- Pădurea Bogății
- Coloanele de bazalt de la Racoș
- Coloanele de bazalt de la Piatra Cioplită de la Comăna de Sus
- Peștera Comăna
- Mlaștina Hărmanului
- Peștera Bârlogul Ursului
- Peștera Valea Cetății
- Peștera Liliecilor, monument al naturii de la Peștera, comuna Moieciu
- Cheile Zărneștilor, monument al naturii
- Vulcanii Noroioși de la Băile Homorod
- Muntele Postăvaru
- Cascada Tamina și Canionul Șapte Scări din Masivul Piatra Mare
- Abruptul Bucșoiu - Mălăiești - Gaura (rezervația naturală), pe teritoriul administrativ al orașului Râșnov și al comunelor Bran și Moieciu
- Dealul Lempeș, Sânpetru
- Cheile Văii Mari - Dopca, monument al naturii, pe teritoriul administrativ al comunelor Apața, Hoghiz și Racoș
- Stejărișul Mare (Colții Corbului Mare) (rezervație naturală)
- Cotul Turzunului, satul Hoghiz

- Locul fosilifer Ormeniș

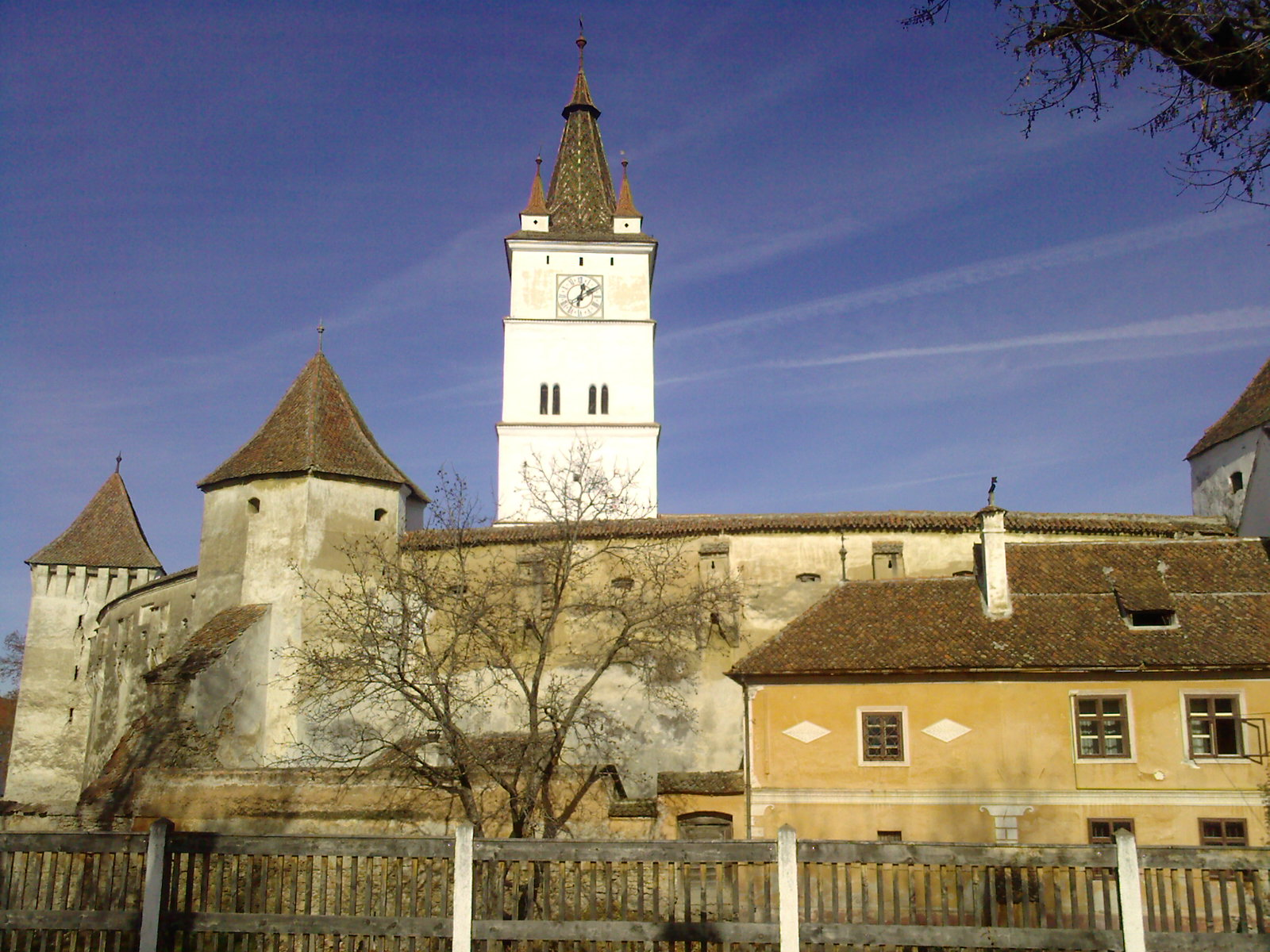
Biserica fortificată de la Hărman

- Microcanionul în bazalt de la Hoghiz
- Bisericile fortificate din Țara Bârsei
- Mănăstirea Brâncoveanu, Sâmbăta de Sus
- Mănăstirea Franciscană din Făgăraș
- Mănăstirea Franciscanilor, Brașov
- Cetatea Făgărașului
- Castelul Bran
- Cetatea Rupea
- Cetatea Feldioara
- Cetățile țărănești de la Râșnov, Prejmer, Hărman, Sânpetru
- Stațiunile Poiana Brașov, Zizin și Predeal
- Turbăria de la Mândra (rezervație naturală)

## Diviziuni administrative
Județul este format din 58 unități administrativ-teritoriale: 4 municipii, 6 orașe și 48 de comune.
Lista de mai jos conține unitățile administrativ-teritoriale din județul Brașov.
| Stemă              | Nume               | Tip de localitate            | Populație          | Imagine            |
| Municipii și orașe | Municipii și orașe | Municipii și orașe           | Municipii și orașe | Municipii și orașe |
| ------------------ | ------------------ | ---------------------------- | ------------------ | ------------------ |
|                    | Brașov             | municipiu reședință de județ | 237.589            |                    |
|                    | Codlea             | municipiu                    | 20.534             |                    |
|                    | Făgăraș            | municipiu                    | 26.284             |                    |
|                    | Săcele             | municipiu                    | 30.920             |                    |
|                    | Ghimbav            | oraș                         | 7.208              |                    |
|                    | Predeal            | oraș                         | 4.020              |                    |
|                    | Rupea              | oraș                         | 4.907              |                    |
|                    | Râșnov             | oraș                         | 15.920             |                    |
|                    | Victoria           | oraș                         | 6.446              |                    |
|                    | Zărnești           | oraș                         | 21.624             |                    |
| Comune             |                    |                              |                    |                    |
|                    | Apața              | comună                       | 3.275              |                    |
|                    | Augustin           | comună                       | 1.860              |                    |
|                    | Beclean            | comună                       | 1.826              |                    |
|                    | Bod                | comună                       | 3.994              |                    |
|                    | Bran               | comună                       | 5.181              |                    |
|                    | Budila             | comună                       | 4.197              |                    |
|                    | Bunești            | comună                       | 2.357              |                    |
|                    | Cața               | comună                       | 2.463              |                    |
|                    | Cincu              | comună                       | 1.587              |                    |
|                    | Comăna             | comună                       | 2.721              |                    |
|                    | Cristian           | comună                       | 4.490              |                    |
|                    | Crizbav            | comună                       | 2.518              |                    |
|                    | Drăguș             | comună                       | 1.162              |                    |
|                    | Dumbrăvița         | comună                       | 4.624              |                    |
|                    | Feldioara          | comună                       | 6.154              |                    |
|                    | Fundata            | comună                       | 852                |                    |
|                    | Hoghiz             | comună                       | 5.025              |                    |
|                    | Holbav             | comună                       | 1.309              |                    |
|                    | Homorod            | comună                       | 2.209              |                    |
|                    | Hârseni            | comună                       | 2.103              |                    |
|                    | Hălchiu            | comună                       | 4.218              |                    |
|                    | Hărman             | comună                       | 5.402              |                    |
|                    | Jibert             | comună                       | 2.250              |                    |
|                    | Lisa               | comună                       | 1.744              |                    |
|                    | Moieciu            | comună                       | 4.892              |                    |
|                    | Mândra             | comună                       | 2.762              |                    |
|                    | Măieruș            | comună                       | 2.920              |                    |
|                    | Ormeniș            | comună                       | 1.976              |                    |
|                    | Poiana Mărului     | comună                       | 3.315              |                    |
|                    | Prejmer            | comună                       | 8.472              |                    |
|                    | Părău              | comună                       | 1.874              |                    |
|                    | Racoș              | comună                       | 3.336              |                    |
|                    | Recea              | comună                       | 3.118              |                    |
|                    | Sâmbăta de Sus     | comună                       | 1.581              |                    |
|                    | Sânpetru           | comună                       | 4.819              |                    |
|                    | Teliu              | comună                       | 4.198              |                    |
|                    | Ticuș              | comună                       | 908                |                    |
|                    | Tărlungeni         | comună                       | 8.320              |                    |
|                    | Ucea               | comună                       | 2.195              |                    |
|                    | Ungra              | comună                       | 1.949              |                    |
|                    | Vama Buzăului      | comună                       | 3.220              |                    |
|                    | Viștea             | comună                       | 2.026              |                    |
|                    | Voila              | comună                       | 2.660              |                    |
|                    | Vulcan             | comună                       | 4.567              |                    |
|                    | Șercaia            | comună                       | 2.822              |                    |
|                    | Șinca              | comună                       | 3.401              |                    |
|                    | Șinca Nouă         | comună                       | 1.690              |                    |
|                    | Șoarș              | comună                       | 1.755              |                    |

## Politică și administrație
Județul Brașov este administrat de un consiliu județean format din 34 consilieri județeni și un președinte de consiliu județean. 

### 2024 – prezent
În urma alegerilor locale din 2024, consiliul este prezidat de Adrian-Ioan Veștea de la PNL, iar componența politică a consiliului județean este următoarea:
|  | Partid                                              | Consilieri | Componența Consiliului | Componența Consiliului | Componența Consiliului | Componența Consiliului | Componența Consiliului | Componența Consiliului | Componența Consiliului | Componența Consiliului | Componența Consiliului | Componența Consiliului | Componența Consiliului |
|  | --------------------------------------------------- | ---------- | ---------------------- | ---------------------- | ---------------------- | ---------------------- | ---------------------- | ---------------------- | ---------------------- | ---------------------- | ---------------------- | ---------------------- | ---------------------- |
|  | Partidul Național Liberal (PNL)                     | 11         |                        |                        |                        |                        |                        |                        |                        |                        |                        |                        |                        |
|  | Partidul Social Democrat (PSD)                      | 8          |                        |                        |                        |                        |                        |                        |                        |                        |                        |                        |                        |
|  | Uniunea Salvați România (USR)                       | 7          |                        |                        |                        |                        |                        |                        |                        |                        |                        |                        |                        |
|  | Alianța pentru Unirea Românilor (AUR)               | 4          |                        |                        |                        |                        |                        |                        |                        |                        |                        |                        |                        |
|  | Uniunea Democrată Maghiară din România (UDMR/RMDSZ) | 3          |                        |                        |                        |                        |                        |                        |                        |                        |                        |                        |                        |
|  | Partidul Mișcarea Populară (PMP)                    | 1          |                        |                        |                        |                        |                        |                        |                        |                        |                        |                        |                        |

### 2020–2024
În urma alegerilor locale din 2020, componența consiliului județean Brașov a fost următoarea:
|  | Partid                          | Consilieri | Componența Consiliului | Componența Consiliului | Componența Consiliului | Componența Consiliului | Componența Consiliului | Componența Consiliului | Componența Consiliului | Componența Consiliului | Componența Consiliului | Componența Consiliului | Componența Consiliului | Componența Consiliului | Componența Consiliului | Componența Consiliului | Componența Consiliului | Componența Consiliului |
|  | ------------------------------- | ---------- | ---------------------- | ---------------------- | ---------------------- | ---------------------- | ---------------------- | ---------------------- | ---------------------- | ---------------------- | ---------------------- | ---------------------- | ---------------------- | ---------------------- | ---------------------- | ---------------------- | ---------------------- | ---------------------- |
|  | Partidul Național Liberal (PNL) | 16         |                        |                        |                        |                        |                        |                        |                        |                        |                        |                        |                        |                        |                        |                        |                        |                        |
|  | Uniunea Salvați România (USR)   | 8          |                        |                        |                        |                        |                        |                        |                        |                        |                        |                        |                        |                        |                        |                        |                        |                        |
|  | Partidul Social Democrat (PSD)  | 8          |                        |                        |                        |                        |                        |                        |                        |                        |                        |                        |                        |                        |                        |                        |                        |                        |
|  | Partidul PRO România (PRO)      | 2          |                        |                        |                        |                        |                        |                        |                        |                        |                        |                        |                        |                        |                        |                        |                        |                        |

### 2016–2020
Președinte de consiliu județean a fost ales Adrian Veștea din partea Partidului Național Liberal (PNL), iar vicepreședinți au fost Tóásó Imelda de la Uniunea Democrată Maghiară din România (UDMR/RMDSZ) și Gabor Alexandru-Adrian de la Partidul Social Democrat (PSD). În urma alegerilor locale din 2016, componența consiliului județean Brașov a fost următoarea:
|       | Partid                                                   | Consilieri | Componența consiliului | Componența consiliului | Componența consiliului | Componența consiliului | Componența consiliului | Componența consiliului | Componența consiliului | Componența consiliului | Componența consiliului | Componența consiliului | Componența consiliului | Componența consiliului | Componența consiliului | Componența consiliului | Componența consiliului | Componența consiliului |
| ----- | -------------------------------------------------------- | ---------- | ---------------------- | ---------------------- | ---------------------- | ---------------------- | ---------------------- | ---------------------- | ---------------------- | ---------------------- | ---------------------- | ---------------------- | ---------------------- | ---------------------- | ---------------------- | ---------------------- | ---------------------- | ---------------------- |
| 45,7% | Partidul Național Liberal (PNL)                          | 16         |                        |                        |                        |                        |                        |                        |                        |                        |                        |                        |                        |                        |                        |                        |                        |                        |
| 31,4% | Partidul Social Democrat (PSD)                           | 11         |                        |                        |                        |                        |                        |                        |                        |                        |                        |                        |                        |                        |                        |                        |                        |                        |
| 8,6%  | Uniunea Democrată a Maghiarilor din România (UDMR/RMDSZ) | 3          |                        |                        |                        |                        |                        |                        |                        |                        |                        |                        |                        |                        |                        |                        |                        |                        |
| 8,6%  | Partidul Ecologist Român (PER)                           | 3          |                        |                        |                        |                        |                        |                        |                        |                        |                        |                        |                        |                        |                        |                        |                        |                        |
| 5,7%  | Forumul Democrat al Germanilor din România (FDGR/DFDR)   | 2          |                        |                        |                        |                        |                        |                        |                        |                        |                        |                        |                        |                        |                        |                        |                        |                        |

### 2012–2016
În urma alegerilor locale din 2012, componența consiliului județean Brașov a fost următoarea:
|       | Partid                                                   | Consilieri | Componența consiliului | Componența consiliului | Componența consiliului | Componența consiliului | Componența consiliului | Componența consiliului | Componența consiliului | Componența consiliului | Componența consiliului | Componența consiliului | Componența consiliului | Componența consiliului | Componența consiliului | Componența consiliului | Componența consiliului | Componența consiliului | Componența consiliului |
| ----- | -------------------------------------------------------- | ---------- | ---------------------- | ---------------------- | ---------------------- | ---------------------- | ---------------------- | ---------------------- | ---------------------- | ---------------------- | ---------------------- | ---------------------- | ---------------------- | ---------------------- | ---------------------- | ---------------------- | ---------------------- | ---------------------- | ---------------------- |
| 50%   | Uniunea Social-Liberală (USL)                            | 17         |                        |                        |                        |                        |                        |                        |                        |                        |                        |                        |                        |                        |                        |                        |                        |                        |                        |
| 32,3% | Partidul Democrat Liberal (PDL)                          | 11         |                        |                        |                        |                        |                        |                        |                        |                        |                        |                        |                        |                        |                        |                        |                        |                        |                        |
| 5,9%  | Forumul Democrat al Germanilor din România (FDGR/DFDR)   | 2          |                        |                        |                        |                        |                        |                        |                        |                        |                        |                        |                        |                        |                        |                        |                        |                        |                        |
| 5,9%  | Partidul Poporului – Dan Diaconescu (PP-DD)              | 2          |                        |                        |                        |                        |                        |                        |                        |                        |                        |                        |                        |                        |                        |                        |                        |                        |                        |
| 5,9%  | Uniunea Democrată a Maghiarilor din România (UDMR/RMDSZ) | 2          |                        |                        |                        |                        |                        |                        |                        |                        |                        |                        |                        |                        |                        |                        |                        |                        |                        |

### 2008–2012
În urma alegerilor locale din 2008, componența consiliului județean Brașov a fost următoarea:
|  | Partidul Democrat Liberal (PDL) | 13 |  |  |  |  |  |  |  |  |  |  |  |  |  |  |  |  |  |  |
|  | Partidul Național Liberal (PNL) | 12 |  |  |  |  |  |  |  |  |  |  |  |  |  |  |  |  |  |  |
|  | Partidul Social Democrat (PSD)  | 7  |  |  |  |  |  |  |  |  |  |  |  |  |  |  |  |  |  |  |